# Friedel (caravan)

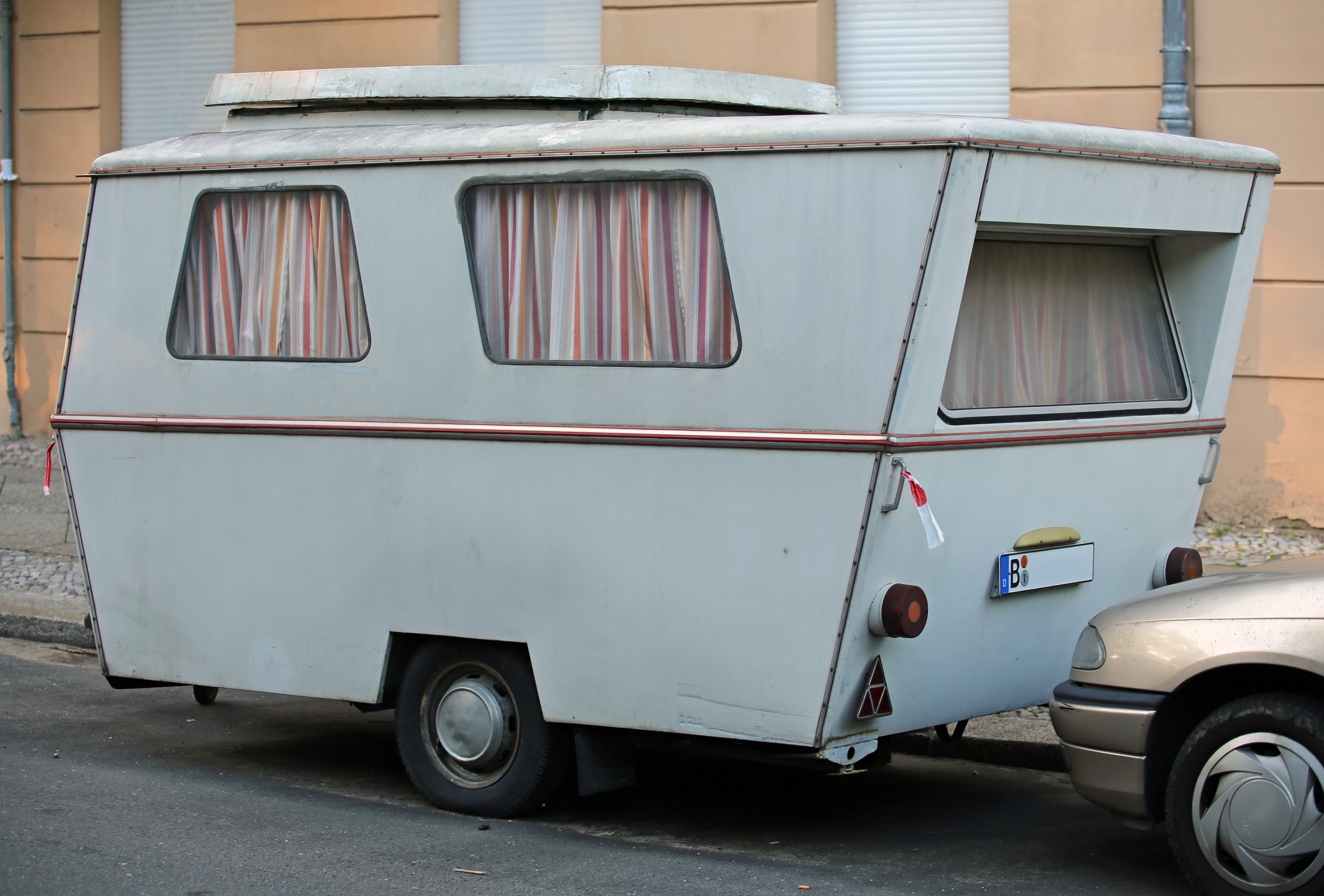
Friedel EW 500

De Friedel is een caravan die van 1967 tot 1990 in de Duitse Democratische Republiek werd geproduceerd.

## Geschiedenis

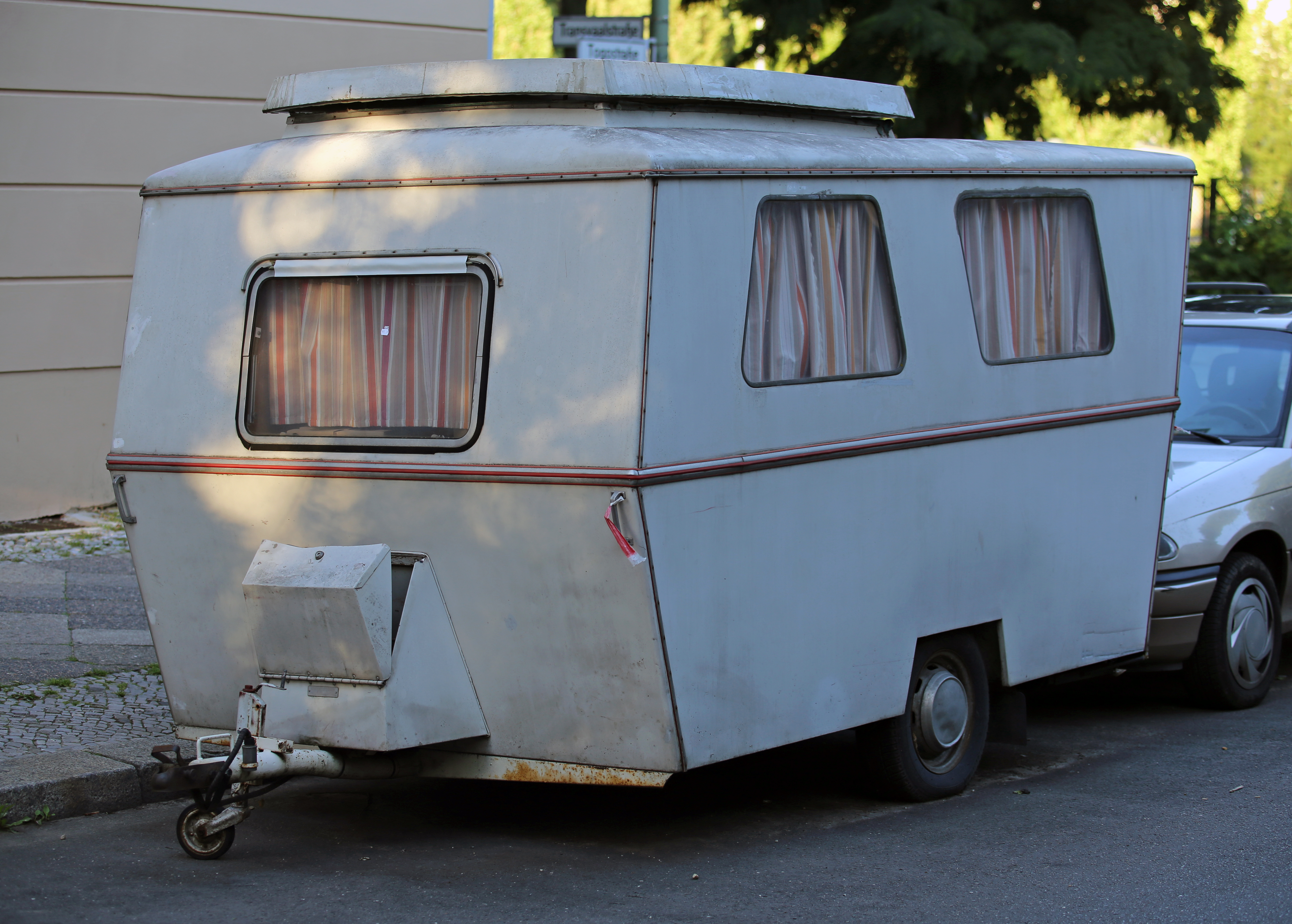
Friedel EW 500

Het bedrijf VEB Transport- und Fördergeräte Döllstädt, Betriebsteil PGH Fahrzeugbau Großfahner bij Gotha was producent van bouwketen en circuswagens. De caravanproductie vond plaats op aanwijzing van de regering van de DDR, welke had besloten dat alle industriële en grote bedrijven ook consumptiegoederen moesten produceren. Al in 1965 werden met de hand de eerste caravans gemaakt die nog wel enkele zwakke punten hadden. Deze werden echter opgelost en zo kon in 1967 de serieproductie beginnen.
Het eerste model, de EW 500, was gemaakt van aluminiumplaten en had een polystyroldak, was volledig geïsoleerd en had binnenin een zit- en slaapmogelijkheid, een keuken en verschillende opbergmogelijkheden. De binnenkant van het dak was met hout bekleed, de wanden met kunststof bespannen. Ondanks de kleine productieaantallen waren er vanaf 1987 twee disselvarianten: als buis- of als moderne V-dissel met een grondig herzien en geremd onderstel. Vermoedelijk had het tweede type (HP 700) al het chassis van het opvolgertype met een ongewijzigde opbouw. De disselbak, het grote hefdak en twee grote uitklapbare ramen waren er voordien al.

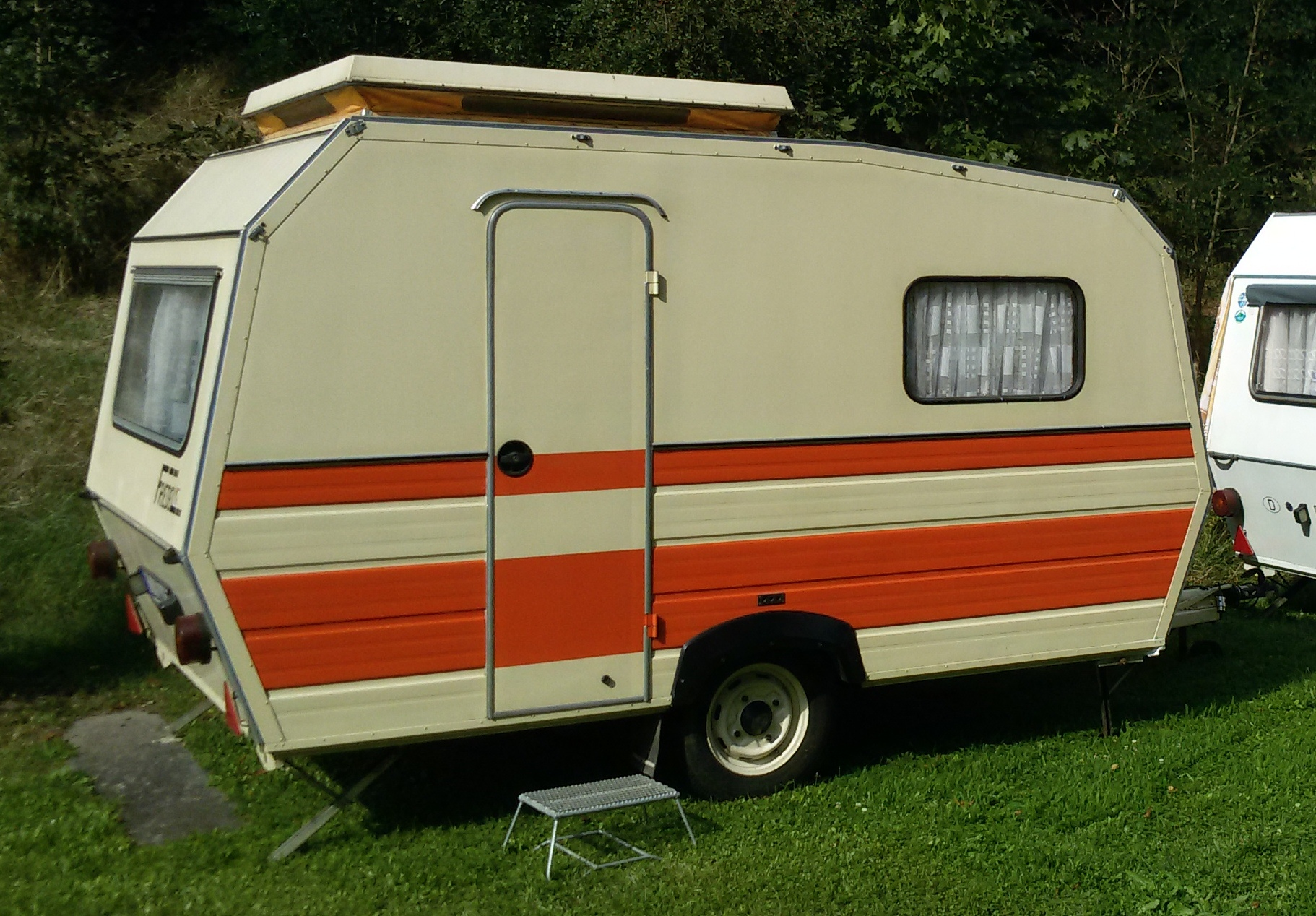
Friedel 2

Deze caravan, gepositioneerd ergens tussen de QEK en de Bastei, was alleen al vanwege zijn leeggewicht van 470 kg uitsluitend door middenklasse auto's te trekken. Gedurende de voor huidige begrippen extreem lange bouwperiode van bijna 23 jaar en circa 1300 exemplaren werd de Friedel nauwelijks of slechts op enkele onderdelen gewijzigd. Pas eind 1989 werd een nieuw en naar toenmalige maatstaven modern model ontwikkeld in serie geproduceerd: de Friedel 2.
De ontwikkeling van de Friedel 2 viel samen met die Wende en de prijs was ten opzichte van zijn voorganger meer dan verdubbeld. Ondanks het moderne uiterlijk werd het dan ook geen verkoopsucces en er zijn slechts ongeveer 60 exemplaren gebouwd. De rijeigenschappen waren wel sterk verbeterd en de opbouw met aluminium sandwichpanelen bij de tijd, het mocht echter niet baten. Door zijn geringe productieaantal is de Friedel 2 tegenwoordig een zeldzame caravan.
Het bedrijf dat de Friedel bouwde is met de Duitse hereniging niet ten onder gegaan. Weliswaar worden geen caravans meer gebouwd maar als metaalverwerkend bedrijf is de voormalige aanhangerfabriek de grootste werkgever ter plaatse.